# Palazzo Reale (Sicile)
Pour les articles homonymes, voir Albergaria.
Palazzo Reale ou Albergaria (parfois écrit Albergheria) est la seconde des unités de premier niveau de Palerme.
Elle est située dans le centre historique de la ville et est l'un des quatre quartiers historiques (ou districts). Il fait partie de la Ire Circonscription.

## Frontières
Il est délimité par :
- Via Maqueda
- Corso Vittorio Emanuele
- Corso Tukory
- Corso Re Ruggiero

## Description
Il est l'un des quartiers les plus riches de la ville historiquement, du fait qu'il comprend  le Palais des Normands (Palazzo Reale), qui a été la résidence des souverains de la Sicile. C'est dans cette zone que les premiers Phéniciens ont fondé la ville et ont établi les premiers centres d'affaires. En son cœur court la rivière Kemonia, aujourd'hui en sous-sol.
La zone est la plus ancienne de la ville, mais sa forme actuelle naît à la Renaissance, après la coupe de la Via Maqueda qui donna naissance à de grands changements urbains et architecturaux.
Pendant longtemps, ce fut un quartier extrêmement dégradé. Enrico Onufrio décrit l'Albergheria  1882, comme « le réservoir de  nos misères et de nos ordures, où s'entasse une plèbe à qui tout manque : air, nourriture, éducation, vêtements, literie, [un quartier] triste avec ses masures noires, sales et basses, où des familles entières se blottissent et dorment à même le sol sale, unique couchage ; avec ces enfants maigres et en haillons, rongés par la faim et les écrouelles ; avec ces femmes vieilles de trente ans, qui ont été belles si peu de temps ; avec ces hommes sans travail et sans force, aux pieds nus et aux pupilles ternes ».
Au début du XXe siècle, l'Albergheria est le quartier palermitain où la prostitution est la plus répandue, la délinquance forte (sur la période 1902-1906, le quartier dépasse pour 100.000 habitants, le nombre de meurtres, de vols, d'escroqueries est supérieur à la Sicile et à l'Italie).
Ce n'est que dans les années 2000 qu'il a été requalifié.
Il accueille également le célèbre marché historique Ballarò dont le quartier abrite une population ethniquement et socialement mixte, avec le plus grand nombre de communautés étrangères et une gentrification progressive.

## Symboles
Le blason du quartier se désigne ainsi : « Serpent vert enroulé, debout dans un champ d'or ».

## Lieux et monuments

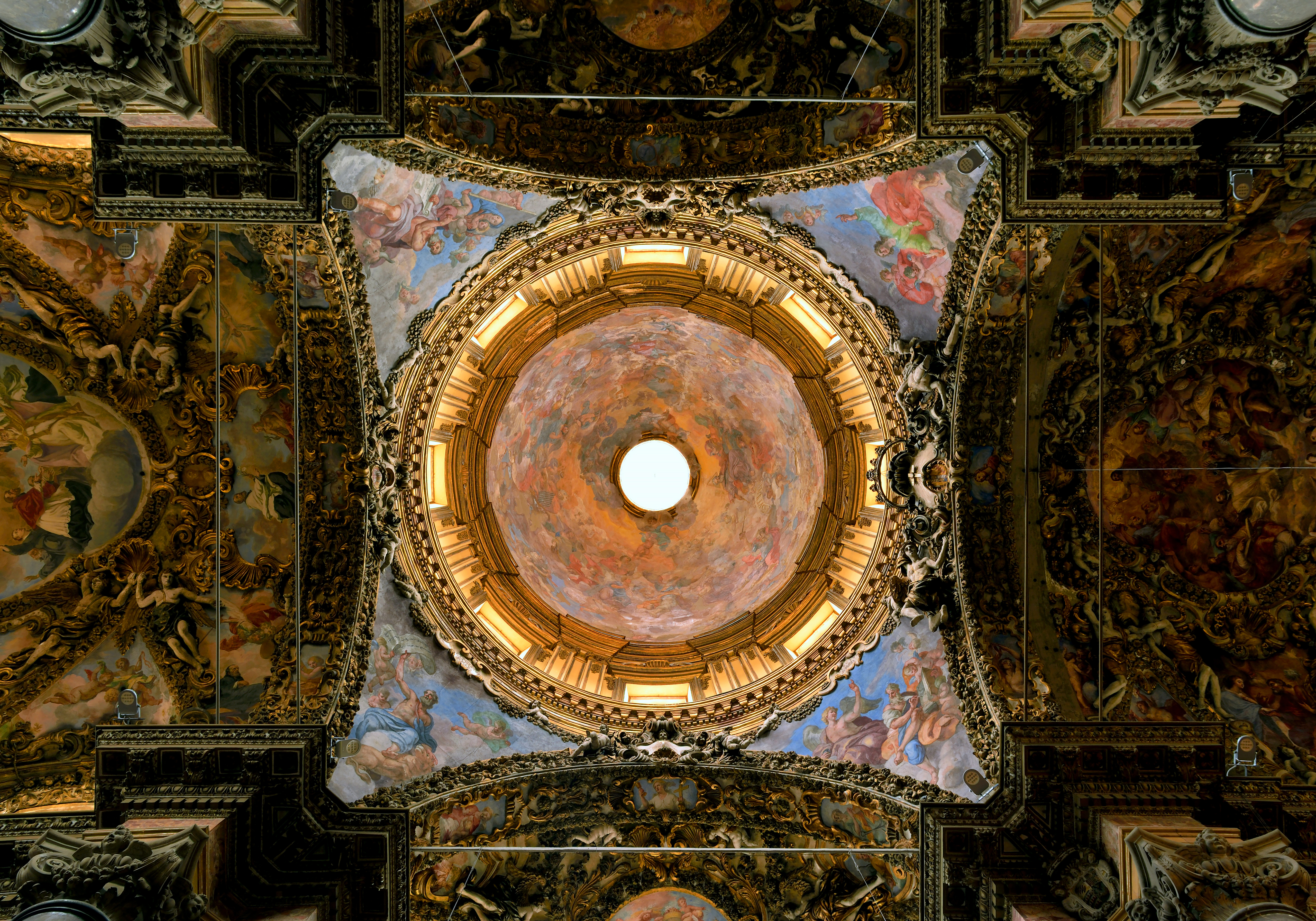
Le dome de l'église San Giuseppe dei Teatini.

- Palais des Normands et chapelle palatine
- Palais Sclafani
- Eglise de Notre-Dame de Soledad
- Piazza Vittoria
- Piazza del Parlamento
- Villa Bonanno
- Église Saint-Jean des Ermites
- Porte Sainte Agate
- Église du Gesù de Palerme
- Oratorio delle Dame
- Oratorio di San Giuseppe dei Falegnami
- Chiesa di San Giuseppe dei Teatini
- Chiesa di San Francesco Saverio
- Piazzetta Mediterraneo : zone bombardée durant la Seconde Guerre mondiale dans le quartier de Ballaro, elle devient un parking et une décharge sauvages jusqu'à sa transformation, à partir de 2011, par le mouvement Mediterraneo Antirazzista qui la nettoie, la végétalise, l'aménage et l'anime[2].